# Enzyklopädie der Betriebswirtschaftslehre
Enzyklopädie der Betriebswirtschaftslehre (EdBWL) erschien von 1926 bis 1992 im Verlag Poeschel, Stuttgart. Seit 1992 wird das Werk vom Verlag Schäffer-Poeschel, Stuttgart, fortgeführt.
Die einzelnen Bände stellen jeweils ein Fachgebiet alphabetisch dar. Dabei wird der Stoff auf Großartikel verteilt, die im Durchschnitt etwa 50 Druckseiten umfassen. Die Lemmata sind oft Ausdrücke in englischer Sprache. Jedem Band ist ein Inhaltsverzeichnis vorangestellt, das die Stichwörter systematisch gliedert. Die Artikel sind einheitlich aufgebaut: Die Querverweise auf andere Artikel sind vorangestellt; es folgen die Gliederung, eine kurze Inhaltszusammenfassung, der Artikeltext und die Literaturliste.
Die Autoren sind ausgewählte Fachleute aus Wissenschaft und Praxis. Seit 2002 sind auch ausländische Autoren beteiligt, deren Artikel in englischer Sprache verfasst sind.
Das Werk dokumentiert den jeweiligen Wissensstand der einzelnen Fachgebiete umfassend und mit großer Detailtiefe und ist daher eine Spezialenzyklopädie der Betriebswirtschaftslehre.

## Gliederung
Handwörterbuch (der/des)...
1. … Betriebswirtschaft, hrsg. von: Heinrich Nicklisch, Erwin Grochla u. a., 1926–1928 (5 Bde.)
2. Auflage 1938–1939, hrsg. von: Heinrich Nicklisch, Kurt Schmaltz (2 Bde.)
3., völlig neu bearbeitete Auflage 1956–1962 (4 Bände)
4., völlig neu gestaltete Auflage 1974–1976 (3 Bde. und Registerband, A)
5. Auflage 1993, hrsg. von: Waldemar Wittmann, Werner Kern, Richard Köhler, Hans-Ulrich Küpper, Klaus von Wysocki (3 Bde.)
6. Auflage 2007, hrsg. von: Richard Köhler, Hans-Ulrich Küpper, Andreas Pfingsten (1 Bd.)
2. … Organisation (HWO), hrsg. von: Erwin Grochla, 1969 (1.886 Sp.), Nachdruck 1973
2., völlig neu gestaltete Auflage 1980 (2.554 Sp.)
3., völlig neu gestaltete Auflage 1992, hrsg. von: Erich Frese (2.764 Sp.)
4., völlig neu bearbeitete Auflage 2004, hrsg. von: Georg Schreyögg, Axel von Werder, unter dem Titel … Unternehmensführung und Organisation (1.768 Sp.)
3. … Rechnungswesens, hrsg. von: Erich Kosiol u. a., 1970 (2.162 Sp.)
2., völlig neu gestaltete Auflage 1981 (2.064 Sp.)
Nachdruck 1988
3., völlig neu gestaltete und ergänzte Auflage 1993 (2.372 Sp, 253 Artikel.)
4., völlig neu gestaltete Auflage unter dem Titel … Unternehmensrechnung und Controlling, 2002 (2.294 Sp., 221 Artikel)
4. … Absatzwirtschaft, hrsg. von: Bruno Tietz, 1974 (2.450 Sp.)
2., völlig neu gestaltete Auflage unter dem Titel … Marketing 1995 (2.936 Sp.)
5. … Personalwesens, hrsg. von: Eduard Gaugler u. a., 1975
2., neubearbeitete und ergänzte Auflage 1992
3., überarbeitete und ergänzte Auflage 2004 (2.166 Sp.)
6. … Finanzwirtschaft , hrsg. von: Wolfgang Gerke u. a., 1976 (1.990 Sp.)
2., überarbeitete und erweiterte Auflage unter dem Titel … Bank- und Finanzwesens 1995 (2.122 Sp.)
3., völlig überarbeitete und erweiterte Auflage 2001 (2.444 Sp.)
7. … Produktionswirtschaft, hrsg. von: Werner Kern, 1979 (2.446 Sp.)
2., völlig neu gestaltete Auflage 1996 (2.462 Sp.)
8. … Revision, hrsg. von: Adolf G. Coenenberg, 1983 (1.922 Sp.)
2., neugestaltete und ergänzte Auflage 1992 (2.478 Sp.)
3., überarb. und erw. Auflage unter dem Titel … Rechnungslegung und Prüfung, 2002 (2.860 Sp., 256 Artikel)
9. … Planung, hrsg. von: Norbert Szyperski u. a., 1989 (2.402 Sp.)
10. … Führung (HWFü), hrsg. von: Alfred Kieser u. a., 1987 (2.164 Sp.)
2., neu gestaltete und ergänzte Auflage 1995 (2.326 Sp.)
zusammengelegt mit Bd. 2 (HWO) 4. Auflage
11. … öffentlichen Betriebswirtschaft, hrsg. von: Klaus Chmielewicz u. a., 1989 (1.968 Sp.)
12. … Export und internationale Unternehmung, hrsg. von: Klaus Macharzina u. a., 1989 (2.436 Sp.)